# Провалов, Константин Константинович
Константи́н Константи́нович Прова́лов (30 сентября 1949 — 9 апреля 2021) — советский и российский дипломат. Чрезвычайный и полномочный посланник 1 класса (2007).

## Биография
В 1972 году окончил МГИМО МИД СССР. Владел бенгальским и английским языками.
С 1972 года — на дипломатической службе. занимал различные дипломатические должности в центральном аппарате Министерства и за рубежом.
В 1996—1999 годах — заместитель директора Департамента — Исполнительного секретариата, заместитель исполнительного секретаря МИД России.
С апреля 1999 года — заместитель директора Генерального секретариата (Департамента) — заместитель генерального секретаря МИД России.
С 15 сентября 2000 года по 25 июля 2006 года — чрезвычайный и полномочный посол Российской Федерации в Эстонии.
В 2006—2012 годах — директор Историко-документального департамента МИД России.
В 2012—2015 годах — генеральный консул Российской Федерации в Карловых Варах, Чехия.
Похоронен в Москве на Новодевичьем кладбище.

## Награды
- Орден Креста земли Марии I степени (Эстония, 18 августа 2006)[4][5].

Провалов был также награждён:
- Почётной грамотой МИД России,
- званием «Почётный работник МИД России»,
- многочисленными ведомственными благодарностями.

## Дипломатические ранги
- Чрезвычайный и полномочный посланник 2 класса (9 июля 1998)[6].
- Чрезвычайный и полномочный посланник 1 класса (28 ноября 2007)[7].